# Port lotniczy Braszów-Ghimbav
Port lotniczy Brașov-Ghimbav (rum. Aeroportul Internațional Brașov-Ghimbav, IATA: GHV ICAO: LRBV) – międzynarodowy port lotniczy położony w Ghimbav, niedaleko Braszowa w Rumunii, tuż przy przyszłej autostradzie A3. Jest to pierwsze lotnisko zbudowane w Rumunii od 50 lat i 17. komercyjne lotnisko w kraju. Loty rozpoczęto 15 czerwca 2023 r.
Odkąd lotnisko rozpoczęło działalność, rumuński organ kontroli ruchu lotniczego zezwala na loty wyłącznie w godzinach od 7:00 do 19:00. W związku z zaistniałą sytuacją przewoźnicy operujący na lotnisku przekierowują swoje loty zaplanowane poza godzinami pracy na inne lotniska, takie jak Bukareszt czy Sybin. Szacuje się, że taka sytuacja może potrwać jeszcze co najmniej kilka miesięcy od otwarcia lotniska. 

## Kierunki lotów i linie lotnicze
| Linia lotnicza | Kierunek                                 |
| -------------- | ---------------------------------------- |
| Wizz Air       | 1. Budapeszt 2. Dortmund 3. Londyn-Luton |